# A legnagyobb hős
A legnagyobb hős a Honeybeast második stúdióalbuma, ami 2014. október 15-én jelent meg a Gold Record gondozásában.
A lemezen olyan dalok szerepelnek, mint a rádiók által sokat játszott A legnagyobb hős, az Egyedül, vagy a Maradok. Két videóklipet is készített a zenekar.

## Számlista
| #  | Cím                    | Dalszövegíró                        | Zeneszerző                          | Hossz |
| -- | ---------------------- | ----------------------------------- | ----------------------------------- | ----- |
| 1  | A legnagyobb hős       | Bencsik-Kovács Zoltán               | Bencsik-Kovács Zoltán               | 3:35  |
| 2  | Egyedül                | Bencsik-Kovács Zoltán               | Bencsik-Kovács Zoltán               | 4:00  |
| 3  | Maradok                | Bencsik-Kovács Zoltán               | Bencsik-Kovács Zoltán               | 4:27  |
| 4  | Önök kérték            | Bencsik-Kovács Zoltán, Czutor Anett | Bencsik-Kovács Zoltán               | 2:55  |
| 5  | Hova ez a rohanás      | Bencsik-Kovács Zoltán               | Bencsik-Kovács Zoltán               | 4:33  |
| 6  | Buborék                | Bencsik-Kovács Zoltán, Czutor Anett | Bencsik-Kovács Zoltán               | 4:38  |
| 7  | Kína                   | Bencsik-Kovács Zoltán               | Bencsik-Kovács Zoltán               | 5:10  |
| 8  | Bravó, Nem baj         | Bencsik-Kovács Zoltán               | Bencsik-Kovács Zoltán               | 3:30  |
| 9  | Isten Álma             | Bencsik-Kovács Zoltán               | Bencsik-Kovács Zoltán               | 3:27  |
| 10 | Kétszemélyes birodalom | Bencsik-Kovács Zoltán               | Bencsik-Kovács Zoltán               | 2:50  |
| 11 | Lecsatlakozol          | Bencsik-Kovács Zoltán               | Kardos-Horváth János                | 4:08  |
| 12 | Tél dere kúszik rám    | Bencsik-Kovács Zoltán, Czutor Anett | Bencsik-Kovács Zoltán, Czutor Anett | 5:07  |

## Zenészek
Tarján Zsófia Rebeka – ének, vokálok

Bencsik-Kovács Zoltán – billentyűs hangszerek, gitárok, vokál, ukulele (1.), hangszerelés

Lázár Tibor – basszusgitár

Kovács Tamás – dobok

Tatár Árpád – gitárok

Kővágó Zsolt – billentyűs hangszerek

Subicz Gábor – trombita (5.)

Hohl Zsuzsi – cselló (5, 6, 12)

Kaizler Sára – hegedű (6, 12)

Klacsmann Nóra – hegedű (6, 12)

Nyári Gábor – brácsa (6, 12)

Matuska Tímea – vokál (9.)

Lincoln Telma – vokál (9.)

Czutor Anett – ének (12.)

Vári Gábor (Black Hole Sound) – mix, master

Harmath Szabolcs – master (2.)

Schram Dávid – dob & basszus felvételek (4-9, 11-12)